# دودلي راندال
دودلي راندال (بالإنجليزية: Dudley Randall)‏ هو أمين مكتبة وشاعر أمريكي، ولد في 14 يناير 1914 في واشنطن العاصمة في الولايات المتحدة، وتوفي في 5 أغسطس 2000 في ساوثفيلد في الولايات المتحدة.

## وصلات خارجية
- دودلي راندال على موقع ميوزك برينز (الإنجليزية)
- دودلي راندال على موقع ديسكوغز (الإنجليزية)